# 侯國泰
侯國泰。山西高平縣人，清朝政治人物、進士出身。

## 生平
清顺治三年进士，授寧陵縣知縣。